# Булия, Заур Валикович
Заур Валикович Булия (груз. ზაურ ვალიკოს ძე ბულია; род. 25 ноября 1942, Зугдиди) — советский футболист, полузащитник, тренер.
В командах мастеров дебютировал в «Динамо» Тбилиси — 12 июля 1960 года провёл единственный матч за команду в гостевой игре 17 тура чемпионата СССР против рижской «Даугавы-РВЗ» (1:2). В октябре провёл два матча в чемпионате уже за «Даугаву». В 1961 году сыграл 14 матчей в чемпионате за «Спартак» Вильнюс, в 1962—1964 годах в составе «Торпедо» Кутаиси в 49 матчах чемпионата забил 4 гола. В 1965 году выступал за «Ингури» Зугдиди, затем был старшим тренером команды, переименованной в «Динамо», в чемпионате Грузинской ССР.